# Kadéï
Kadéï, undertiden også Kadey, er en flod der løber i det centrale Afrika. Den er en af Sangha-flodernes kildefloder.

## Flodens løb
Den har sit udspring i byen Garoua-Boulaï i Cameroun, lige på grænsen til Centralafrikanske Republik. I dens øvre løb danner den også grænsen mellem de to lande,  på en længde af omkring 100 km, hvor den modtager vand fra en række mindre floder. Den løber derefter  omkring 250 km gennem provinsen Est i Cameroun, før den krydser grænsen til Den Centralafrikanske Republik ved byen Gamboula. Efter yderligere omkring 100 kilometer mødes den med Mambéré nær byen Nola og danner Sangha.

## Bifloder
- Boumba
- Dourno

## Hydrometri
Gennemsnitlig månedlig vandføring i Kadéï målt ved den hydrologiske station i Pana, omkring 150 km ovenfor sammenløbet med Mambéré er 246 m3/s  (1965-1980).